# Georges Bizet
Alexandre César Léopold (Georges) Bizet (Parijs, 25 oktober 1838 – Bougival, 3 juni 1875) was een Frans componist die vooral bekend is door zijn opera Carmen en zijn orkestsuites L'Arlésienne.

## Levensloop
Bizet werd geboren in Parijs als Alexandre-César-Léopold Bizet, maar werd Georges gedoopt in de kerk Notre-Dame-de-Lorette en zo zou hij bekend worden. Zijn vader Adolphe Armand Bizet, oorspronkelijk kapper en pruikenmaker, was een loopbaan als zanger begonnen, behaalde veel succes en werd uiteindelijk zangleraar. Hij heeft ook enkele werken gecomponeerd, onder andere een strijkkwartet. Zijn moeder Marie Louise Léopoldine Joséphine Delsarte was een pianiste.
Als muzikaal wonderkind studeerde Bizet vanaf zijn negende jaar aan het Conservatoire national supérieur de musique van Parijs waar hij vele competities won. Hij was leerling van onder anderen Antoine François Marmontel (piano), François Benoist (orgel), Pierre Joseph Guillaume Zimmermann en Charles Gounod (contrapunt) en Jacques François Fromental Halévy (compositie). In 1857, Bizet was toen negentien, won hij de prestigieuze Prix de Rome voor de eenakter Le Docteur Miracle. Deze aanmoedigingsprijs stelde hem in staat enige jaren in Italië te studeren.
Bizet is vooral bekend door zijn opera’s, maar schreef ook symfonieën en liederen. Zijn bekendste symfonie is zijn eerste, de Symfonie in C uit 1855. Het stuk werd pas in 1935 voor het eerst uitgevoerd nadat het manuscript door dirigent Felix Weingartner (1863-1942) in Parijs was ontdekt. Uit het stuk kan men Bizets jeugdige talent goed opmaken. Hij schreef het op zijn zeventiende en nam daarbij Charles Gounods (1818-1893) Symfonie Nr. 1 als voorbeeld. Later zou hij goed bevriend raken met Gounod.
Een van zijn weinige directe successen was de opera Les pêcheurs de perles (De parelvissers). Hij schreef het stuk voor de Opéra-Comique in Parijs in 1863. De opera is vooral bekend om het duet voor tenor en bariton, Au fond du temple saint.
Voor een bepaalde tijd was hij ook muziekcriticus onder het pseudoniem Gaston de Betzi voor La revue nationale et étrangère, een maandelijks muziekmagazine.
In 1869 huwde hij Geneviève Halévy, de dochter van zijn compositieleraar, met wie hij al een kind had.
Zijn bekendste werk is de opera Carmen (1875). Het stuk is een bewerking van een roman met dezelfde titel van Prosper Mérimée (1803-1870) over een dramatische liefdesgeschiedenis van een Spaanse zigeunerin. Carmen was niet onmiddellijk succesvol. Het publiek was aanvankelijk geschokt door het warmbloedige hoofdpersonage en de tragische afloop van het verhaal. Niettemin werd de opera door tijdgenoten als Wagner (1813-1883), Brahms (1833-1897) en Tsjaikovski (1840-1893) geroemd. Carmen zou uitgroeien tot een van de bekendste en populairste opera’s ter wereld.
Bizet maakte dit succes niet mee. Kort nadat Carmen in première was gegaan, overleed hij op 36-jarige leeftijd aan een hartinfarct. Hij werd begraven op de begraafplaats Père-Lachaise in Parijs.

## Composities

### Werken voor orkest
- 1855: Symfonie in C-groot
  1. Allegro Vivo
  2. Andante. Adagio
  3. Allegro Vivace
  4. Finale. Allegro Vivace
- 1855: Ouverture in a-klein
- 1859/1860: Vasco da Gama - Ode-Symfonie naar Louis Delâtre, voor orkest
- 1860-1861: Scherzo et marche funèbre in f-klein, voor orkest
- 1860-1868 rev.1871: Symfonie "Roma" in C-groot
  1. Andante tranquillo - Allegro agitato
  2. Allegretto vivace - Scherzo
  3. Andante molto
  4. Allegro vivacissimo (Carnaval)
- 1861: La Chasse d'Ossian, voor orkest (verloren gegaan)
- 1868-1869: Marche funèbre in b-klein, voor orkest
- 1872: L'Arlésienne Suite no. 1, voor orkest - première: 10 november 1872
  1. Allegro deciso; (prelude)
  2. Minuet, Allegro giocoso (minuetto)
  3. Adagietto
  4. Carillon - Allegro moderato
- 1873: Patrie!..., ouverture
- 1873: Petite suite d'orchestre, voor orkest - naar de pianocyclus Jeux d'enfants
  1. Marche: Trompette et Tambour
  2. Berceuse: La Poupée
  3. Impromptu: La toupie
  4. Duo: Petit mari, petite femme
  5. Galop: Le bal
  6. (Les quatre coins)
- 1879: L'Arlésienne Suite no. 2 (arrangement Ernest Guiraud)
  1. Pastorale
  2. Intermezzo
  3. Menuet
  4. Farandole

### Missen, cantates en gewijde muziek
- 1855-1857: L'Ange et Tobie, cantate (onvoltooid)
- 1855-1857: Héloïse de Montfort, cantate (onvoltooid)
- 1855-1857: Le Chevalier enchanté, cantate (onvoltooid)
- 1855-1857: Herminie, cantate (onvoltooid)
- 1855-1857: Le Retour de Virginie, cantate voor solisten, gemengd koor en orkest
- 1856: David, cantate (2e prijs bij de Prix de Rome) - manuscript is verloren gegaan
- 1857: Clovis et Clotilde, cantate (Prix de Rome) - première: 3 oktober 1857
- 1858: Te Deum, voor solisten, gemengd koor en orkest
- 1860: Carmen saeculare, cantate (onvoltooid)
- 1867: Les Noces de Prométhée, cantate (manuscript is verloren gegaan)
- Ave Maria, voor sopraan, cello en orgel

### Muziektheater

#### Opera's
| Voltooid in              | titel | aktes                | première | libretto |
| ------------------------ | --- | -------------------- | --- | --- |
| 1855                     | La maison du docteur                                                                                            | 1 akte               | 1989, Austin | Henri Boisseaux |
| 1858                     | Parisina | onvoltooid           | | Felice Romani |
| 1858                     | (onbekende opera, zonder titel)                                                                                 | 1 akte               | | Edmond About |
| 1858-1859]               | Don Procopio | 2 aktes              | 10 maart 1906, Monte Carlo (Monaco)                                                                               | Carlo Cambiaggio, naar Luigi Prividali, I pretendenti delusi |
| 1859                     | Esmeralda | onvoltooid           | niet uitgevoerd                                                                                                   | |
| 1859                     | Le Tonnelier de Nuremberg                                                                                       | 3 aktes              | niet uitgevoerd                                                                                                   | |
| 1859                     | Don Quichotte                                                                                                   | onvoltooid           | | |
| 1860                     | L'Amour peintre                                                                                                 |                      | | van de componist, naar Molière |
| 1861                     | La Guzla de l'Émir                                                                                              | 1 akte               | verloren gegaan                                                                                                   | Jules Barbier en Michel Florentin Carré |
| 1862-1864; rev.1864/1865 | Ivan IV «Le Terrible»                                                                                           | 5 aktes, 6 taferelen | 1946, Kasteel/slot Möhringen bij Tübingen; 12 oktober 1951, Bordeaux (bewerking van Henri-Paul Büsser in 4 aktes) | François-Hippolyte Leroy en Henri Trianon |
| 1863                     | Les pêcheurs de perles; (De parelvissers)                                                                       | 3 aktes, 4 scènes    | 30 september 1863, Parijs, Théâtre Lyrique                                                                        | Michel Florentin Carré en Eugène Cormon pseudoniem van Pierre-Étienne Piestre                                                                                     |
| 1865                     | Nicolas Flamel                                                                                                  |                      | | Ernest Dubreuil |
| 1866-1867                | La jolie fille de Perth; (Het mooie meisje van Perth)                                                           | 4 aktes              | 26 december 1867, Parijs, Théâtre Lyrique                                                                         | Jules-Henri Vernoy de Saint-Georges en Jules-Adenis Colombeau, naar Sir Walter Scott                                                                              |
| 1868                     | (onbekende opera, zonder titel)                                                                                 |                      | | Arthur Leroy en Thomas Sauvage |
| 1868-1869                | La Coupe du roi de Thulé                                                                                        | 3 aktes              | 12 juli 1955, Londen, BBC-uitzending met uittreksels                                                              | Louis Gallet en Édouard Blau |
| 1868                     | Les Templiers                                                                                                   | 5 aktes              | niet uitgevoerd                                                                                                   | Léon Halévy en Jules-Henri Vernoy de Saint-Georges |
| 1869                     | Vercingétorix                                                                                                   |                      | | Émile Délérot |
| 1869-1870                | Griselidis | 3 aktes              | niet uitgevoerd                                                                                                   | Victorin Sardou |
| 1869-1870                | Clarissa Harlowe                                                                                                | 3 aktes              | niet uitgevoerd                                                                                                   | Philippe Gille |
| 1870                     | Calendal | 4 aktes              | niet uitgevoerd                                                                                                   | Paul Ferrier |
| 1870                     | Rama | 4 aktes              | niet uitgevoerd                                                                                                   | Eugène Crépet |
| 1871                     | Djamileh | 1 akte               | 22 mei 1872, Parijs, Opéra-Comique                                                                                | Louis Gallet, naar het verhaal: «Namouna» van Louis Charles Alfred de Musset                                                                                      |
| 1873                     | Don Rodrigue | 5 aktes              | 12 december 1880, Parijs                                                                                          | Louis Gallet en Édouard Blau |
| 1875                     | Carmen | 4 aktes              | 3 maart 1875, Parijs, Opéra-Comique                                                                               | Henri Meilhac en Ludovic Halévy, naar Prosper Mérimée, oorspronkelijke versie met niet georchestreerde recitatieven en vervolgens recitatieven van Ernest Guiraud |
| 1885                     | Noé; (Bizet vervolmaakte de oorspronkelijk Bijbelse opera Le Déluge uit 1868/1869 van Jacques Fromental Halévy) | 3 aktes              | 5 april 1885, Karlsruhe                                                                                           | Jules-Henri Vernoy de Saint-Georges |

#### Operette
| Voltooid in | titel                                                                                   | aktes   | première                                            | libretto                                                                          |
| ----------- | --------------------------------------------------------------------------------------- | ------- | --------------------------------------------------- | --------------------------------------------------------------------------------- |
| 1854        | La prêtresse                                                                            | 1 akte  | niet uitgevoerd                                     | Philippe Gille                                                                    |
| 1856        | Le docteur Miracles                                                                     | 1 akte  | 9 april 1857, Parijs, Théâtre des Bouffes-Parisiens | Léon Battu en Ludovic Halévy, naar Richard Brinsley Sheridan, "St. Patrick's Day" |
| 1867        | Malbrough s'en va-t-en guerre; (samen met: Emile Jonas, Edouard Legouix en Léo Delibes) | 4 aktes | 13 december 1867, Parijs, Théâtre de l'Athénée      | Paul Siraudin en William Busnach                                                  |
| 1872        | Sol-si-ré-pif-pan (auteurschap van Bizet is twijfelachtig)                              | 1 akte  | 16 november 1872, Parijs, Château d'Eau             | William Busnach                                                                   |

#### Toneelmuziek
- 1872: L'Arlésienne, muziek voor het schouwspel van Alphonse Daudet, 3 aktes

### Vocale muziek
- 1854: Petite Marguerite, voor zangstem en piano
- 1854: La Foi, l'Espérance et la Charité, voor zangstem en piano
- 1854: La Rose et l'abeille, voor zangstem en piano
- 1865: Vieille Chanson, voor zangstem en piano
- 1866: 6 liederen in «Feuilles d'Album»
- 1866: À une Fleur, voor zangstem en piano
- 1866: Adieux de l'hôtesse arabe, op. 21 - tekst: Victor Hugo
- 1866: Après l'Hiver, voor zangstem en piano
- 1866: Chanson d'avril, voor zangstem en piano
- 1866: Douce Mer, voor zangstem en piano
- 1866: Rose d'amour, voor zangstem en piano
- 1868: Berceuse, voor zangstem en piano
- 1868: La Coccinelle, voor zangstem en piano
- 1868: Le Colibri, voor zangstem en piano
- 1868: Rêve de la bien-aimée, voor zangstem en piano
- 1873: Oh, quand je dors, voor zangstem en piano
- Au Fond Du Temple Saint, duet uit de opera «Les Pêcheurs de Perles» (De parelvissers) voor tenor, bariton en piano
- L'âme triste est pareille au doux ciel, voor zangstem en piano
- La Chanson de la rose, voor zangstem en piano
- Vous ne priez pas, voor zangstem en piano

### Kamermuziek
- 1874: Duo c-klein, voor cello en fagot

### Werken voor piano
- 1851: Deux caprices
- 1854: Grande Valse de concert Es-groot, op. 1
- 1857: Nocturne F-groot
- 1865: Chasse fantastique
- 1865: Les Chants du Rhin
  1. L'aurore
  2. Le départ
  3. Les rêves
  4. La bohemienne
  5. Confidences
  6. Le retour
- 1868: Variations chromatiques de concert in c-klein, op. 3
- 1868: Nocturne D-groot
- 1868: 3 Esquisses musicales
- 1871: Jeux d'enfants, voor piano vierhandig, op. 22
  1. L'escarpolette
  2. La toupie
  3. La poupée
  4. Les chevaux de bois
  5. Le volant
  6. Trompette et tambour
  7. Les bulles de savon
  8. Les quatre coins
  9. Colin-Maillard
  10. Saute-Mouton
  11. Petit mari, petite femme
  12. Le bal
- Quatre préludes